# Corallite

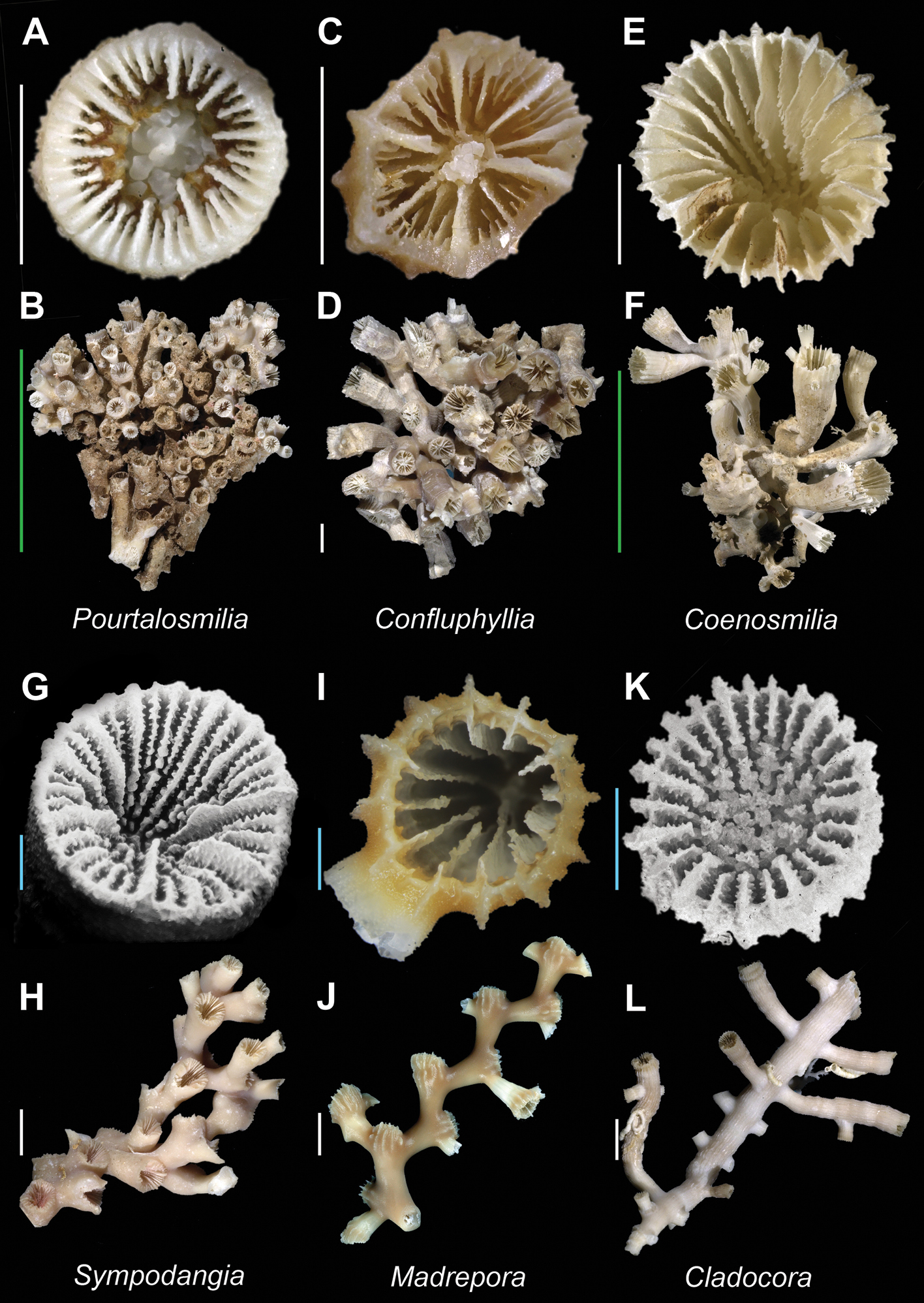
Vista caliculare del corallite, e vista laterale delle colonie di varie specie di Scleractinia.

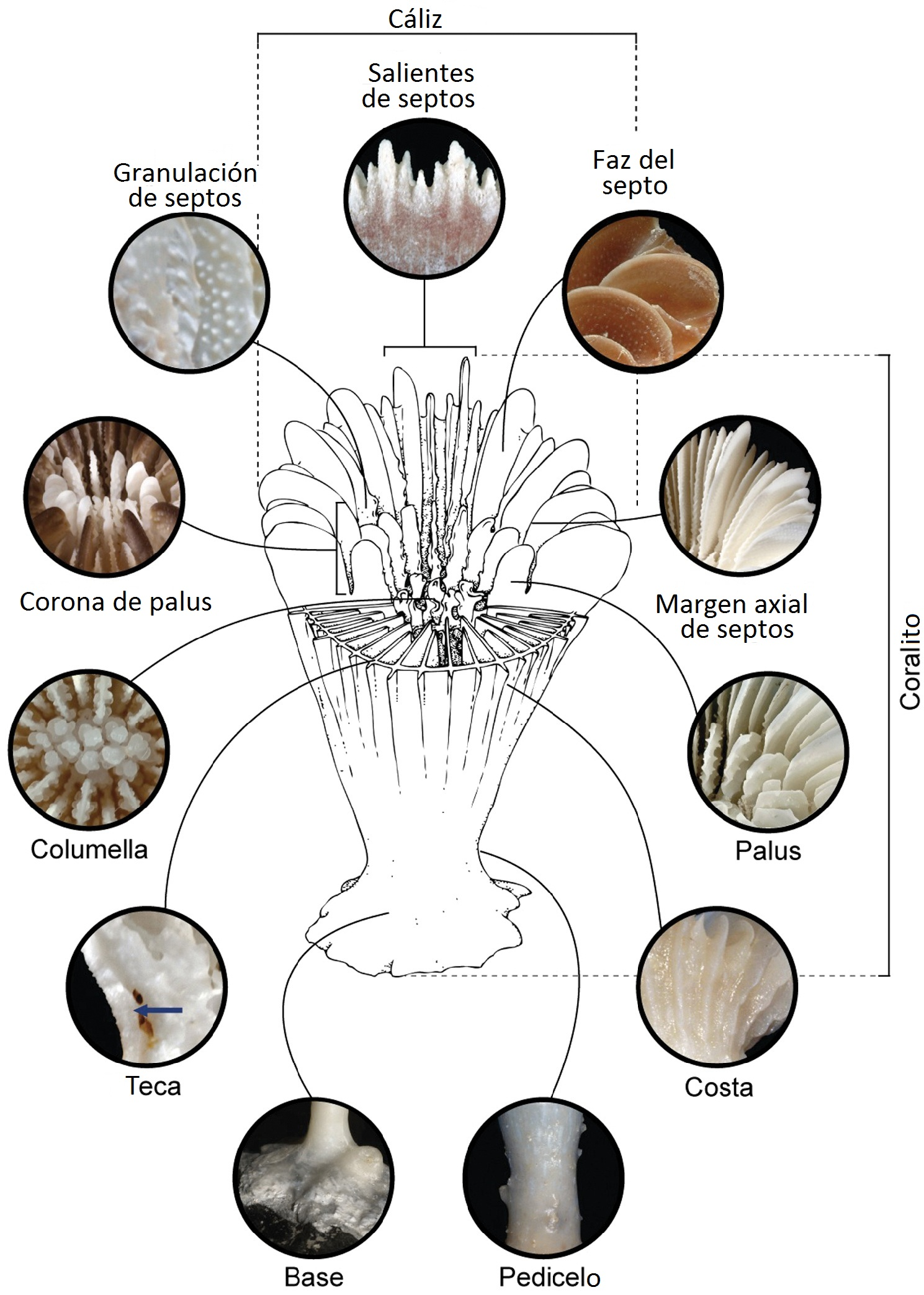
Struttura di un corallite di Caryophyllia sp.

Sezione diagrammatica di un corallo (polipo con il suo corallite, cenosarco e cenosteo).

Un corallite è l'esoscheletro individuale, generalmente a forma di calice o coppa, dei polipi corallini dell'ordine Scleractinia, che funge da sostegno e all'interno del quale il polipo si può ritrarre. Il corallite è composto di aragonite, che è una forma cristallina di carbonato di calcio, secreto dal polipo stesso.
Il termine è talora applicato anche agli octocoralli del genere Heliopora, e agli idrozoi del genere Millepora, impropriamente denominati "coralli di fuoco".
La struttura è tipica dei coralli ermatipici, principali contributori alla formazione delle barriere coralline. Nelle specie coloniali, i coralliti si fondono a formare strutture di forma diversa: massicce, ramificate, laminari, sferiche, monticolari, colonnari, foliacee, incrostanti o a placche. Quando i coralliti non sono a stretto contatto fra loro, la colonia è detta plocoide, mentre quando i coralliti sono posti a diretto contatto la colonia è detta cerioide. In una colonia plocoide i corralliti sono tipicamente cilindrici con pareti distinte separate fra loro dal cenosteo. Quando la sua conformazione è allungata, a forma di tubo, la colonia è detta faceloide. Talora i coralliti sono disposti, in serie più o meno allungate, in avvallamenti della superficie della colonia: in tali casi la colonia è detta meandroide, mentre se i coralliti sono disposti a formare delle protuberanze (monticule) la colonia è detta idnoforoide.
Nei coralli ramificati, come per esempio quelli del genere Acropora, sono presenti due forme di coralliti, assiali e radiali. I coralliti assiali sono più superficiali e si trovano in prossimità degli apici delle ramificazioni, mentre i coralliti radiali occupano le parti laterali delle ramificazioni.

## Struttura
Nella struttura di un corallite si distinguono le seguenti parti:
- Calice: cavità interna del corallite.
- Setto: sottile placca scheletrica sporgente, come una partizione, dalla parete interna del corallite sino al centro del calice, con disposizione radiale. Talora sulla loro superficie sono presenti delle granulazioni.
- Denti settali: salienze più o meno appuntite presenti sul margine superiore dei setti.
- Costa: sottile placca scheletrica che prolunga i setti all'esterno del corallite.
- Strutture palari: sono protuberanze verticali, che si trovano, in taluni taxa, disposte in una o più corone circolari, tra il margine interno dei setti e la columella. Tali strutture sono dette pali quando assumono aspetto colonnare e originano da un sistema autonomo di centri divergenti di accrezione, o lobi paliformi quando originano da un unico centro di accrezione posto alla base del setto.[7]
- Columella: struttura scheletrica verticale, in forma di cupola o colonna, formata dalla intersezione dei setti al centro del corallite di alcuni generi di corallo.
- Teca: denominata comunemente "muro" o "parete", è la parte esterna del corallite.
- Settocosta: struttura generata dalla fusione dei setti e delle coste di coralliti adiacenti.
- Pedicello: peduncolo presente tra la placca basale e la teca di certi coralliti.
- Placca basale o tabula: placca calcarea generata dalla prima secrezione di aragonite da parte del disco pedale del polipo al momento del suo ancoraggio al substrato.

La parte inferiore del polipo è in stretto contatto con il corallite, e ha dei mesenteri radiali disposti, in genere a coppie, a fianco dei setti. I polipi sono connessi tra loro da un tessuto vivente molle detto cenosarco, che ricopre lo strato di materiale scheletrico poroso posto fra i coralliti, detto cenosteo.
L'insieme di cenosteo e corallite è chiamato corallum.
Nel corso dell'accrescimento delle colonie, i polipi e il cenosarco continuano a depositare carbonato di calcio, che si accumula sotto il cenosarco, ricoprendo i coralliti. Quando l'altezza del corallite aumenta, rischiando di sommergere il polipo, questi secerne sotto di sé una nuova placca basale, che gli consente di non restare ingabbiato sul fondo del corallite. Nel corso del tempo, una serie di piani si accumula sotto i polipi, provocando un ispessimento e un'espansione laterale del corallo.

## Rilevanza tassonomica
La conformazione dei coralliti è una delle caratteristiche più importanti per la identificazione di una sclerattinia.
Generi in apparenza molto simili, come per esempio i generi Astrea e Favites, entrambi della famiglia Merulinidae, possono essere distinti in base alla conformazione dei coralliti, che hanno pareti più o meno fuse nel primo caso, più nettamente distinte nel secondo.

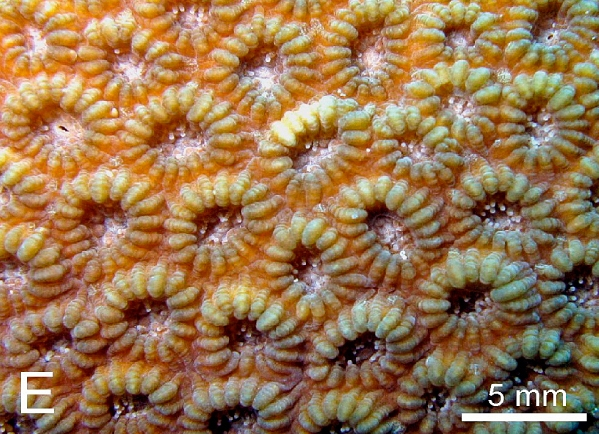
Astrea devantieri
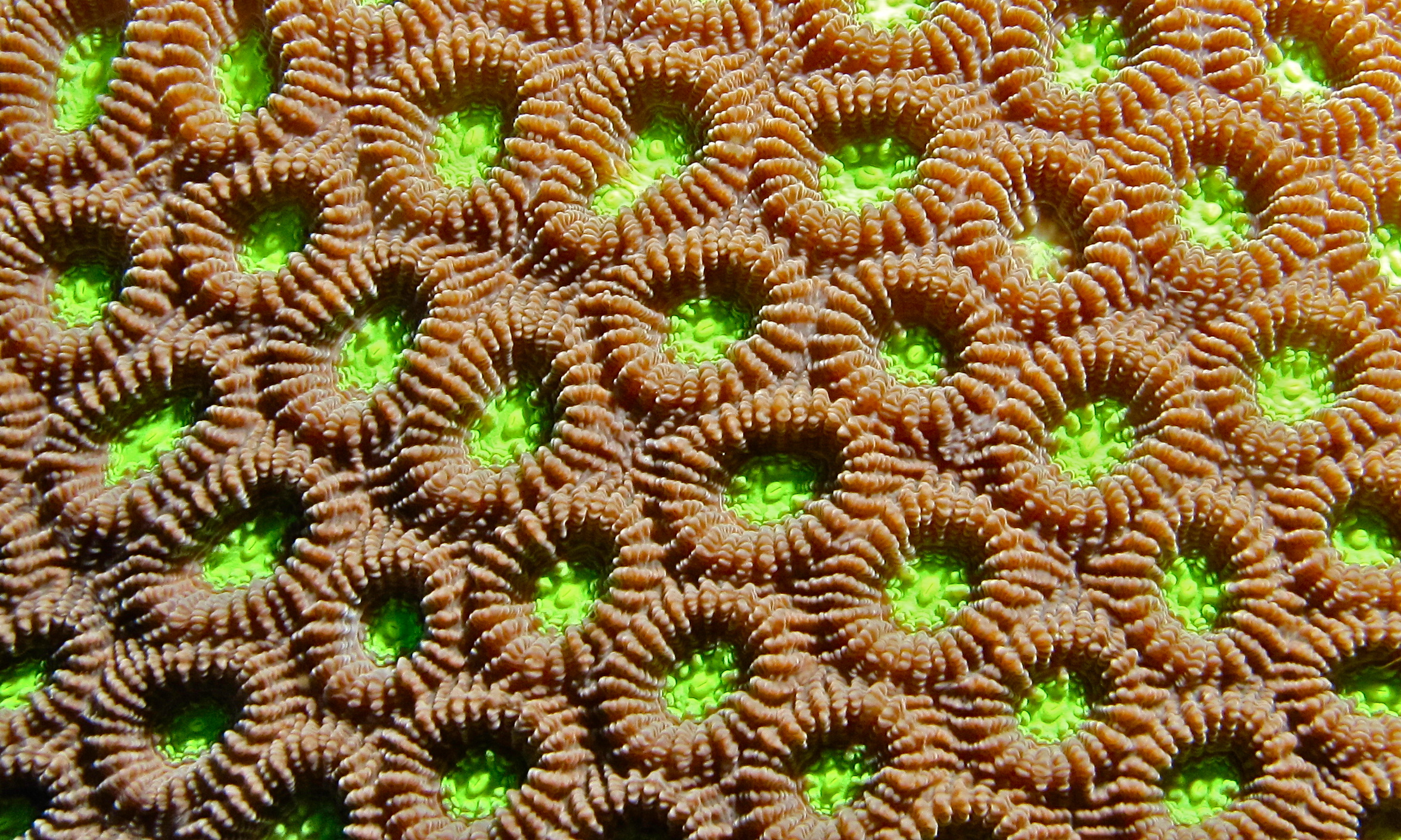
Favites abdita